# 始新世
| 累代        | 代     | 紀       | 世     | 期                   | 基底年代 Mya |
| ----------- | ------ | -------- | ------ | -------------------- | ------------ |
| 顕生代      | 新生代 | 第四紀   | 完新世 | メガラヤン           | 0.0042       |
| 顕生代      | 新生代 | 第四紀   | 完新世 | ノースグリッピアン   | 0.0082       |
| 顕生代      | 新生代 | 第四紀   | 完新世 | グリーンランディアン | 0.0117       |
| 顕生代      | 新生代 | 第四紀   | 更新世 | 後期更新世           | 0.129        |
| 顕生代      | 新生代 | 第四紀   | 更新世 | チバニアン           | 0.774        |
| 顕生代      | 新生代 | 第四紀   | 更新世 | カラブリアン         | 1.8          |
| 顕生代      | 新生代 | 第四紀   | 更新世 | ジェラシアン         | 2.58         |
| 顕生代      | 新生代 | 新第三紀 | 鮮新世 | ピアセンジアン       | 3.6          |
| 顕生代      | 新生代 | 新第三紀 | 鮮新世 | ザンクリアン         | 5.333        |
| 顕生代      | 新生代 | 新第三紀 | 中新世 | メッシニアン         | 7.246        |
| 顕生代      | 新生代 | 新第三紀 | 中新世 | トートニアン         | 11.63        |
| 顕生代      | 新生代 | 新第三紀 | 中新世 | サーラバリアン       | 13.82        |
| 顕生代      | 新生代 | 新第三紀 | 中新世 | ランギアン           | 15.97        |
| 顕生代      | 新生代 | 新第三紀 | 中新世 | バーディガリアン     | 20.44        |
| 顕生代      | 新生代 | 新第三紀 | 中新世 | アキタニアン         | 23.03        |
| 顕生代      | 新生代 | 古第三紀 | 漸新世 | チャッティアン       | 27.82        |
| 顕生代      | 新生代 | 古第三紀 | 漸新世 | ルペリアン           | 33.9         |
| 顕生代      | 新生代 | 古第三紀 | 始新世 | プリアボニアン       | 37.8         |
| 顕生代      | 新生代 | 古第三紀 | 始新世 | バートニアン         | 41.2         |
| 顕生代      | 新生代 | 古第三紀 | 始新世 | ルテシアン           | 47.8         |
| 顕生代      | 新生代 | 古第三紀 | 始新世 | ヤプレシアン         | 56           |
| 顕生代      | 新生代 | 古第三紀 | 暁新世 | サネティアン         | 59.2         |
| 顕生代      | 新生代 | 古第三紀 | 暁新世 | セランディアン       | 61.6         |
| 顕生代      | 新生代 | 古第三紀 | 暁新世 | ダニアン             | 66           |
| 顕生代      | 中生代 | 中生代   | 中生代 |                      | 251.902      |
| 顕生代      | 古生代 | 古生代   | 古生代 |                      | 541          |
| 原生代      | 原生代 | 原生代   | 原生代 |                      | 2500         |
| 太古代      | 太古代 | 太古代   | 太古代 |                      | 4000         |
| 冥王代      | 冥王代 | 冥王代   | 冥王代 |                      | 4600         |
| 1. 2. 3. 4. |        |          |        |                      |              |

始新世（ししんせい、英：Eocene）は、約5,600万年前から約3,390万年前までにあたる古第三紀の第二世の地質時代の一つ。プリアボニアン、バートニアン、ルテシアン、ヤプレシアンの4つの期に区分される。
始新世の最初にはシベリアに大隕石が激突し、それが引き起こした気候変動により、新哺乳類に最初の危機が訪れた。

## 気候
5500万年前に暁新世-始新世温暖化極大が発生し、暁新世にやや低下した気温は始新世では再び温暖化に転じ、新生代では最も高温の時代になった。湿度も高かった。その原因として北大西洋での海底火山活動やそれに伴う1500Gtのメタンハイドレートの融解などの温暖化ガスの大量放出があり、地表5-7℃の気温上昇の温暖化が起こり、元の二酸化炭素濃度に戻るのに3万年を要したとされる。極地付近にも氷床はなく、ワニや有袋類の化石が出土している。始新世末或いは次の漸新世初期には一時的に気温が急に低下したが（始新世終末事件）、この頃彗星が頻繁に地球に衝突したためだとする説がある。また当時大規模な海退が起こり、海の面積が減少したのが気温低下の原因であるとも言われる。インド大陸がユーラシア大陸に接近し始めてテチス海が狭まっていき、南極大陸が南米大陸やオーストラリア大陸から分離するなど、始新世は海洋と大陸の配置が大きく変わりつつあった時代だが、それに伴って地球規模で循環する海流の動きも大きく変動していたと思われ、これもまた、海退と寒冷化の一因とされる。

## 海陸の分布
ヨーロッパと北アメリカは更に大きく離れて大西洋が拡大し、両大陸の連絡は始新世中期には絶たれたが、北アメリカとユーラシアはベーリング海方面で次第に接近し、陸橋となっていた。すでに南アメリカと分離していた南極大陸・オーストラリア大陸塊は始新世半ば以降分裂した。インドはアジア大陸に接近しつつあった。

## 生物
高等有孔虫類・二枚貝類が繁栄した。
現存哺乳類のほとんどの目（もく）は始新世の初期には現れている。鯨偶蹄目・奇蹄目（ウマ目）などが発展し始めた（クジラ類が鯨偶蹄目から現れたのもこの頃）。新しい目の種の多くはまだ小さく、10kg以下であるが、ウインタテリウム（恐角目）のような巨獣も出現するなど、哺乳類の放散が始まっている。恐角目、汎歯目、紐歯目といったような原始的な哺乳類の多くはこの時代を乗り切れず、後期から末期には姿を消していた。その空白を埋めるように新たな哺乳類の出現が促され、第二次の適応放散が始まったと言える。その中でコウモリ類のように空にも哺乳類が進出していく。霊長類では真猿亜目が出現したのがこの頃とされる。鳥類の現存目もこの時代に完全に現れる。
北米とヨーロッパの生物相は類似しており、この時代まで両者に陸橋があった名残である。
温暖湿潤な気候のため森林が優勢で、草本類の分布はまだ限られていた。